# Славна и заљубљена
Славна и заљубљена (енгл. Famous in Love) америчка је телевизијска серија која се приказивала од 18. априла 2017. до 30. маја 2018. године на Фриформу. Серија је базирана на истоименом роману Ребеке Серл, са главним улогама које тумаче Бела Торн, Чарли Дипју, Џорџи Флорес, Картер Џенкинс, Ники Кос, Кит Поверс, Пепи Сонига и Пери Ривес. Фриформ је 29. јуна 2018. године најавио да је серија отказана након две емитоване сезоне.

## Синопсис
Серија прати обичну студенткињу Пејџ Таунсен, која на аудицији добија главну улогу у холивудском блокбастеру. Пејџ мора да усклади свој живот филмске звезде са неспорном хемијом која постоји између ње и двојице колега, успут откривајући добре и лоше ствари које носи титула најпожељније девојке у граду.

## Сезоне
| Сезона | Сезона | Број епизода | Приказивање у САД                        | Приказивање у Србији |
| ------ | ------ | ------------ | ---------------------------------------- | -------------------- |
|        | 1      | 10 (1—10)    | 18. април 2017 — 13. јун 2017. (Фриформ) |                      |
|        | 2      | 10 (10—20)   | 4. април 2018 — 30. мај 2018. (Фриформ)  |                      |